# Herbert Bayer

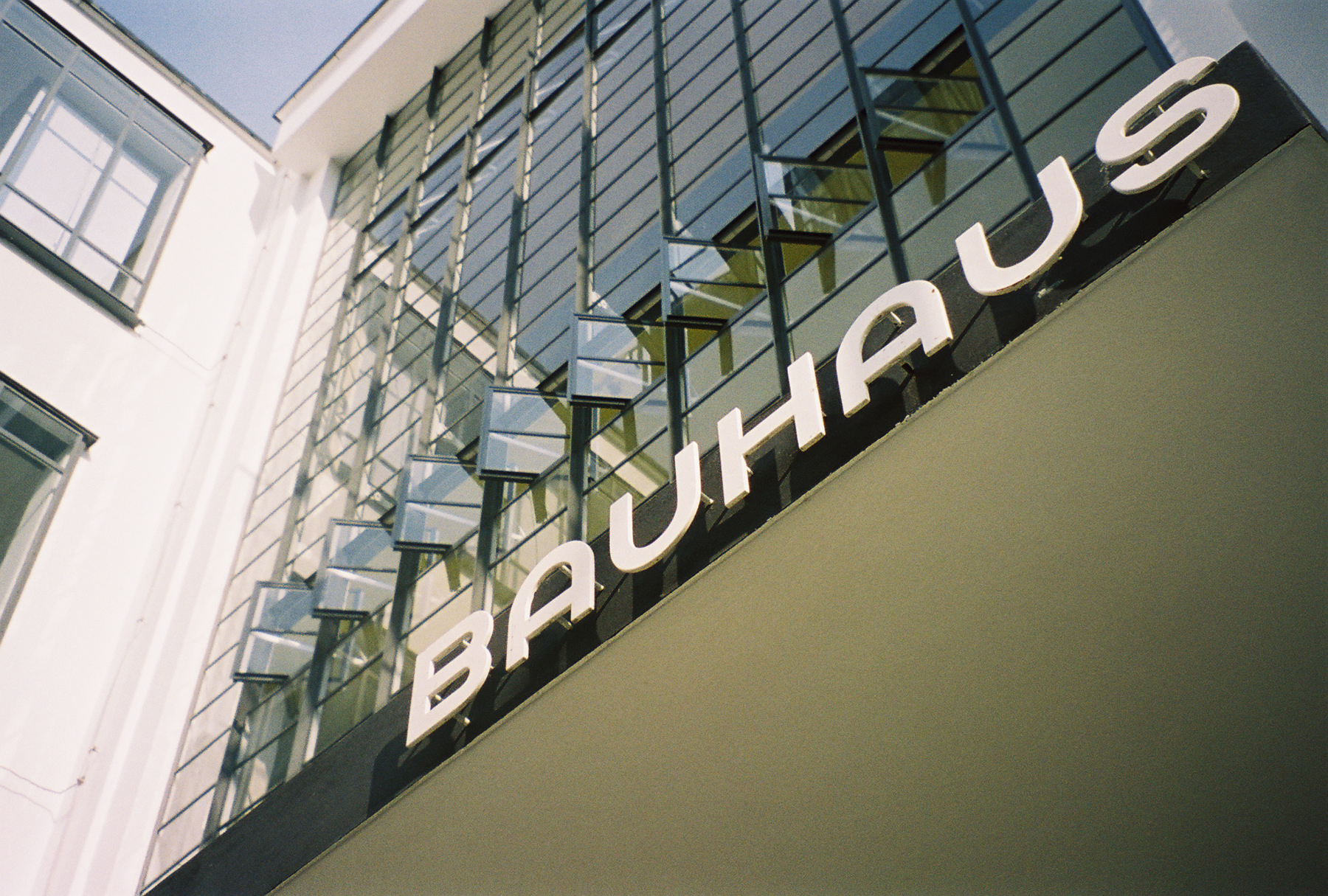
Belettering van het Bauhaus in Dessau naar ontwerp van Herbert Bayer.

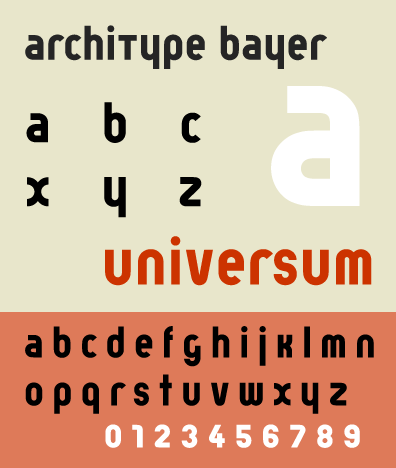
Lettertype ‘Architype Bayer’.

Herbert Bayer (Haag am Hausruck, Oostenrijk, 5 april 1900 - Montecito, Californië, 30 september 1985) was een Oostenrijks typograaf, schilder, fotograaf en architect.

## Levensloop
Bayer was aanvankelijk in de leer bij Georg Schmidthamer in Linz en studeerde later aan de Darmstädter Künstlerkolonie in Darmstadt, waar hij geïnteresseerd raakte in Walter Gropius' Bauhaus Manifesto.
Van 1921-1925 studeerde hij aan het Bauhaus, waar hij, o.a. les kreeg van Kandinsky. In 1923 maakte hij in het kader van een Bauhaus-tentoonstelling een muurschildering in de ingangshal van de Weimarse school en in hetzelfde jaar kreeg hij van de Thüringer Staatsbank de opdracht bankbiljetten van 1 en 2 miljoen en 1 miljard Mark te ontwerpen, die op 1 september 1923 eveneens te Weimar werden uitgegeven. Bayers ontwerp voor een krantenkiosk uit 1924 is een goed voorbeeld van de invloed van De Stijl op het Bauhaus. Net als De Stijl introduceerde het Bauhaus rond 1923 basisvormen en -kleuren op haar ateliers.
In 1925 werd Bayer door Gropius aangesteld als hoofd Typographie und Werbegestaltung (typografie en reclamevormgeving). In die hoedanigheid bestreed hij het gebruik van hoofdletters aan het begin van zin, eigennaam en zelfstandig naamwoord. Het gebruik van uitsluitend kleine letters is volgens hem veel economischer. In 1927 ontwerpt hij dan ook een universeel, schreefloos lettertype, dat alleen uit kleine letters bestaat en dat voor altijd aan het Bauhaus verbonden zal zijn (zie afbeelding rechtsonder). In 1928 verliet hij het Bauhaus en vestigde zich in Berlijn.
In 1938 vestigde Bayer zich in New York, waar hij zich in 1946 door de industrieel Walter Paepcke liet overhalen om diens ski-oord Aspen in Colorado te komen ontwikkelen. Hij bouwde er onder meer het Aspen Instituut voor Humanistische Studies, dat Paepcke in 1950 stichtte. Ook renoveerde hij het Wheeler Operagebouw en het Hotel Jerome, en legde het Anderson park aan.

## Grafische ontwerpen
- Poster voor de tentoonstelling ter gelegenheid van Kandinsky's 60e verjaardag. 1926.
- Kaft tijdschrift ‘Bauhaus’. 1928.
- Signal. 1929. Londen, Victoria and Albert Museum.
- Kaft tentoonstellingscatalogus ‘Wunder des Lebens’. 1935.

## Foto-collages
- Zelfportret. 1932.
- Loneley Metropolitan. 1932.

## Schilderijen
- Lamiferous Landscape. 1944. Olieverf op doek. 117 × 131 cm. New York, Kent Gallery.
- IJskoude vulkaan. 1944. Olieverf op doek. New York, Kent Gallery.

## Kunst in de openbare ruimte
- Muro articulado[6], Ruta de la Amistad in Mexico-Stad t.g.v. de Olympische Zomerspelen 1968